# Lemoore
Lemoore är en stad (city) i Kings County, i delstaten Kalifornien, USA. Enligt United States Census Bureau har staden en folkmängd på 24 675 invånare (2011) och en landarea på 22,1 km².
Naval Air Station Lemoore är belägen utanför staden.